# Cnaeus Tremellius Scrofa
Gnaeus (ou Cnaeus) Tremellius (ou Tremelius) Scrofa est un écrivain romain du Ier siècle av. J.-C. dans le domaine de l’agriculture. 

## Biographie
Selon Varron, il pratique avec grand profit l'arboriculture frutière à proximité de Rome.
Son travail est perdu mais il est estimé par les auteurs contemporains et postérieurs tel Columelle, ce qui permet dans connaître les grands thèmes de son œuvre. Il met en avant la nécessité d’une gestion rigoureuse, de même que l’importance d’organiser les plantations de manière à assurer le meilleur rendement et non pas uniquement le plaisir des yeux. Il semble avoir été guidé par la conviction, déjà émise par Théophraste, de l'épuisement de la Terre et du déclin de sa fécondité.  
Peu de détails sur sa vie nous sont parvenus. On sait qu’il fut l’un des collègues de Varron dans la commission agraire mandatée par Jules César en 59 av. J.-C. pour lotir des terres en Campanie.